# دراغون فلاي (مركبة فضائية)
دراغون فلاي مركبة ناسا الفضائية ومهمتها المُخطط لها، والتي سترسل مركبة هبوط آلية متحركة ذات مروحيات إلى أكبر أقمار زحل تيتان، لدراسة الكيمياء قبل الحيوية وقابلية السكن خارج الأرض في مواقع متعددة حيث ستقوم بإقلاع وهبوط عموديين (في تي أو إل).
يتميز تيتان بامتلاكه كيمياء وفيرة ومعقدة ومتنوعة غنية بالكربون على سطح عالم يسود فيه الجليد المائي، ويمتلك محيطات مياه في داخله، مما يجعله هدف ذات أولوية قصوى بالنسبة لعلم الأحياء الفلكي ودراسات أصل الحياة. اقترح مختبر جامعة جونز هوبكنز للفيزياء التطبيقية هذه المهمة لبرنامج حدود جديدة (New Frontiers Program) التابع لناسا في أبريل عام 2017، واختيرت واحدةً من المهمتين النهائيتين (من أصل اثني عشر اقتراح) في ديسمبر عام 2017 من أجل صقل أكبر لفكرة المهمة. في 27 يونيو عام 2019، اختيرت دراغون فلاي لتصبح المهمة الرابعة في برنامج حدود جديدة.

## نظرة عامة
دراغون فلاي هي مهمة علم أحياء فلكية إلى تيتان لتحديد قابلية الحياة الميكروبية، ودراسة كيميائه قبل الحيوية في مواقع مختلفة. ستقوم دراغون فلاي بإنجاز رحلات مُخططة، وإقلاعات وهبوطات عمودية بين المواقع. ستشمل المهمة رحلات إلى مواقع مختلفة متعددة على السطح، مما سيسمح بأخذ عينات لمناطق وسياقات جيولوجية مختلفة.
يُعتبر تيتان هدف جذابًا لعلم الأحياء الفلكية بسبب احتواء سطحه على كيمياء وفيرة، ومعقدة، وغنية بالكربون، وبسبب إمكانية وجود مائل سائل وهيدروكربونات سائلة على سطحه، ومن المحتمل أنها تشكل الحساء الأولي ما قبل الحياة.

## نبذة تاريخية
نتجت الفكرة الأولية لدراغون فلاي خلال محادثة على العشاء بين العالمين جيسون دبليو. بارنز من قسم الفيزياء في جامعة أيداهو (الذي قدم اقتراح مسبار تيتان أفياتر سابقًا)، ورالف دي. لورنز من مختبر جامعة جونز هوبكنز للفيزياء التطبيقية، وقد استغرق منهما وضع اقتراح المهمة التفصيلي خمسة عشر شهرًا. الباحثة الرئيسية عالمة الكواكب إليزابيث تورتل من مختبر جامعة جونز هوبكنز للفيزياء التطبيقية.
بُنيت مركبة دراغون فلاي على أساس دراسات سابقة متعددة لاستكشاف تيتان بشكل جوي متحرك، تتضمن هذه الدراسات دراسة تيتان عن طريق سفينة استكشاف تتمثل في مناطيد مونتغولفيير للاستكشاف المناطقي، ومسبار أفياتر الذي يُعتبر فكرة طائرة لبرنامج استكشاف. اقترح لورنز في عام 2000 فكرة مركبة هبوط ذات مروحيات تطير باستخدام طاقة البطارية، ويُعاد شحنها خلال ليلة على سطح تيتان تساوي ثمانية أيام على الأرض عن طريق مصدر طاقة يتمثل في النظائر المشعة. تضمنت النقاشات الأكثر حداثة دراسة مركبة تيتان ذات المروحيات عام 2014 من قِبل لاري ماتيس من مختبر الدفع النفاث، وستكون عبارة عن مركبة صغيرة ذات مروحيات توضع على سطح تيتان بواسطة مركبة هبوط أو منطاد. ستستخدم الأفكار المتمحورة حول منطاد الهواء الساخن الحرارة الناتجة عن بطارية نظائر مشعة (أر تي جي). 
عن طريق استثمار التقنيات والأنظمة المُثبتة للطائرة ذات المروحيات، ستستخدم دراغون فلاي مركبة ذات عدة مروحيات لنقل مجموعة أدواتها إلى مواقع متعددة من أجل إجراء القياسات لمكونات السطح، والظروف الجوية، والعمليات الجيولوجية. 
كانت كل من مركبتي دراغون فلاي وسيزر المتأهلتين إلى المرحلة النهائية للحصول على المهمة الرابعة في برنامج حدود جديدة. في 27 يونيو عام 2019، اختارت ناسا دراغون فلاي من أجل العمل على تطويرها، وسيجري إطلاقها في أبريل عام 2026.

### التمويل
حصلت مهمتي دراغون فلاي وسيزر على تمويل بلغ أربعة ملايين دولار أمريكي لكل منهما حتى نهاية عام 2018 لمواصلة تطوير أفكارهما وإيصالها إلى مرحلة النضوج. أعلنت ناسا اختيار دراغون فلاي في 27 يونيو عام 2019، من أجل بنائها وإطلاقها في أبريل عام 2026. ستكون دراغون فلاي المهمة الرابعة في برنامج ناسا حدود جديدة، وهو سلسلة من الأبحاث في علم الكواكب يقودها باحث رئيسي، ذات كلفة تطوير لا تتجاوز 850 مليون دولار أمريكي تقريبًا، ومع الأخذ بالحسبان خدمات الإطلاق، فإنّ التكلفة النهائية ستبلغ مليار دولار تقريبًا.

## الأهداف العلمية
يشبه تيتان الأرض في المراحل الأولى من تشكلها، ويمكن أن يزودنا بالدلائل لكيفية نشوء الحياة على الأرض. في عام 2005، حصلت مركبة الهبوط هويجنز التابعة لوكالة الفضاء الأوروبية على بعض القياسات لسطح تيتان وغلافه، مكتشفةً الثولينات، وهي عبارة عن مزيج من أنواع مختلفة من الهيدروكربونات (مركبات عضوية) في الغلاف الجوي وعلى السطح. تبقى المكونات المحددة للمواد الهيدروكربونية الصلبة الموجودة على سطح تيتان غير معروفة بشكل أساسي لأنّ الغلاف الجوي لتيتان يحجب السطح عند العديد من الأطوال الموجية. سيكشف قياس مكونات المواد في إطارات جيولوجية مختلفة عن مدى تقدم الكيمياء قبل الحيوية في البيئات التي توفر المكونات الأساسية المعروفة للحياة مثل البيريميدينات (القواعد المستخدمة لتشفير المعلومات في الدنا)، والأحماض الأمينية التي تشكل لبنات بناء البروتينات.
إنّ المناطق التي تحظى باهتمام خاص هي المواقع حيث يمكن أن تتفاعل المياه السائلة خارج الأرض الموجودة في الصخور المنصهرة بالتصادم أو تدفقات البراكين الباردة المحتملة مع المركبات العضوية الوفيرة. ستوفر دراغون فلاي القدرة على استكشاف مواقع متعددة وتوصيف قابلية الحياة في بيئة تيتان، وتفحص مدى تطور الكيمياء قبل الحيوية، وتبحث عن البصمات الحيوية التي تدل على وجود حياة تعتمد على المياه بمثابة مذيب، وحتى وجود أنواع افتراضية من الكيمياء الحيوية.
يحتوي الغلاف الجوي على وفرة من النتروجين والميثان، وتشير الدلائل بشكل قوي إلى وجود الميثان السائل على السطح. تشير الدلائل أيضًا إلى وجود الماء السائل والأمونيا تحت السطح، والتي يمكن أن تصعد إلى السطح عن طريق نشاط البراكين الباردة.

## التصميم والبناء
ستكون دراغون فلاي عبارة عن مركبة هبوط ذات مروحيات تشبه بشكل كبير ذات مراوح أربع كبيرة لكن مع عدد مضاعف من المروحيات أي أوكتوكوبتر. سيساعد هذا التكوين ذات المروحيات الإضافية على تحمل فقدان مروحة واحدة أو محرك على الأقل. سيبلغ قطر كل واحدة من المروحيات نحو مترًا واحدًا. ستتحرك المركبة بسرعة نحو عشرة أمتار في الثانية، أو 36 كيلومترًا في الساعة، وستكون قادرة على الارتفاع أربعة كيلومترات.
إنّ الرحلة الجوية على تيتان غير خطيرة من حيث الديناميكية الهوائية، لأنّ تيتان ذات جاذبية منخفضة، ورياح ضعيفة، ويسمح غلافه الجوي الكثيف بدفع المروحيات بشكل فعال. جرى التأكد من مصدر الطاقة أر تي جي في العديد من المركبات الفضائية، ويوفّر الاستخدام المكثف للطائرات دون طيار رباعية المراوح على الأرض نظام طيران مفهوم بشكل جيد، والذي يجري تكميله عن طريق خوارزميات السلوكيات المستقلة في الوقت الحقيقي. ستُصمم المركبة للعمل تحت الأشعة الفضائية ومتوسط درجات حرارة 94 كلفن (-179.2 درجة مئوية). 
يعني كل من غلاف تيتان الكثيف وجاذبيته المنخفضة أنّ القوة اللازمة للطيران لكتلة معينة تساوي نحو أربعين مرة أقل من القوة اللازمة على الأرض. يبلغ ضغط الغلاف الجوي لتيتان 1.45 من الضغط الجوي للأرض، وأكثف أربع مرات من الغلاف الجوي للأرض، وستجعل جاذبيته المحلية (13.8% من جاذبية الأرض) الطيران أسهل على الرغم من وجوب التعامل مع درجات الحرارة الباردة والضوء المنخفض. يجب الأخذ بالحسبان أيضًا المقاومة الجوية القوية على المركبة.